# Eurovision Song Contest 2000
Der 45. Eurovision Song Contest fand am 13. Mai 2000 in der Globenarena in Stockholm (Schweden) statt. 24 Länder nahmen daran teil. Moderiert wurde die Sendung von Anders Lundin und Kattis Ahlström.
Den ESC 1999 im Jahr zuvor hatte Charlotte Nilsson mit Take Me to Your Heaven (Tusen och en natt) in Jerusalem (Israel) gewonnen.
Gewinner waren die Olsen Brothers, die mit ihrem Beitrag Fly on the Wings of Love Dänemark repräsentierten und damit den ESC 2001 nach 1964 erneut nach Kopenhagen brachten.

## Besonderheiten

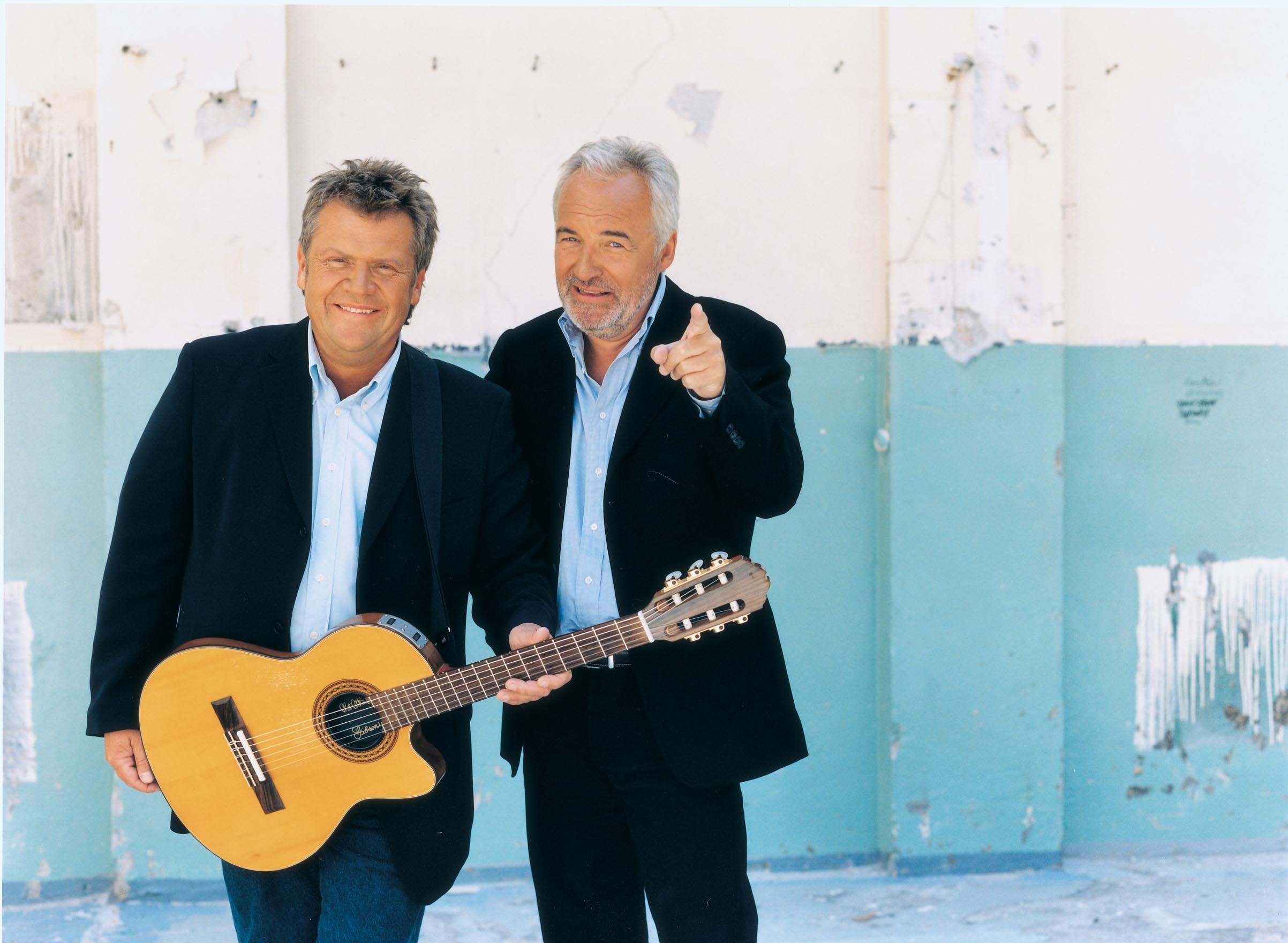
Interpreten des Siegertitels, die Olsen Brothers, im Jahre 2008

Der deutsche Beitrag Wadde hadde dudde da? des Interpreten Stefan Raab erreichte den fünften Platz. Österreich mit All to You von den Rounder Girls wurde Vierzehnter, der Schweizer Beitrag La vita cos’è von Jane Bogaert erreichte Platz 20 und Belgien wurde mit dem von Nathalie Sorce gesungenen Lied Envie de vivre Letzter in einem Teilnehmerfeld von 24 Ländern. Sowohl Österreich, Belgien als auch die Schweiz mussten im Jahr danach aussetzen.
Eine Premiere brachte Lettland: Brainstorms My Star holte für den letzten baltischen Debütanten den dritten Platz. Aber auch Estland und Russland holten ihre bis dato besten Ergebnisse: Ines wurde mit Once in a Lifetime Vierte, Alsou landete mit Solo direkt hinter den Olsen Brothers auf Platz 2.
In den Niederlanden wurde die Ausstrahlung des Song Contest 2000 wegen einer verheerenden Explosion einer Feuerwerksfabrik in Enschede abgebrochen. An die Stelle der ursprünglich vorgesehenen Telefon-Abstimmung trat daher eine Jury.
In diesem Jahr wurde der von einer Fanseite initiierte Barbara-Dex-Award zum vierten Mal vergeben. Mit diesem nicht ganz ernst zu nehmenden Preis soll das „schlechteste“ Outfit des Wettbewerbes ausgezeichnet werden. Die diesjährige Gewinnerin war Nathalie Sorce aus Belgien.

## Teilnehmer

Länder, die im Jahr 2000
nicht teilnahmen, aber mal teilgenommen hatten
teilnahmen

Lettland nahm das erste Mal am Eurovision Song Contest teil. Finnland, Mazedonien, Rumänien und die Schweiz waren nach einem Jahr Zwangspause wieder dabei. Dafür mussten Bosnien-Herzegowina, Slowenien, Polen, Litauen und Portugal eine Zwangspause einlegen. Griechenland, die Slowakei und Ungarn verzichteten, aber Russland war wieder dabei, so dass insgesamt 24 Länder in diesem Jahr teilnahmen.

### Wiederkehrende Interpreten
| Land     | Interpret                                  | Vorherige(s) Teilnahmejahr(e)                                                         |
| -------- | ------------------------------------------ | ------------------------------------------------------------------------------------- |
| Irland   | Eamonn Toal                                | Begleitung: 1995                                                                      |
| Island   | Eyjólfur Kristjánsson (Begleitung)         | 1991 (als Mitglied von Stefán & Eyfi)                                                 |
| Island   | Eyjólfur Kristjánsson (Begleitung)         | Begleitung: 1993, 1994 und 1995                                                       |
| Malta    | Gabriel Forss (Begleitung)                 | 1997 für Schweden (als Mitglied von Blond)                                            |
| Malta    | Gabriel Forss (Begleitung)                 | Begleitung: 1999 für Schweden                                                         |
| Schweden | Roger Pontare                              | 1994 (Duett mit Marie Bergman)                                                        |
| Schweden | Frank Ådahl (Begleitung)                   | 1990 (als Mitglied von Edin-Ådahl)                                                    |
| Schweden | Frank Ådahl (Begleitung)                   | Begleitung: 1986                                                                      |
| Schweiz  | Al Bano (Begleitung)                       | 1976 für Italien (Duett mit Romina Power) • 1985 für Italien (Duett mit Romina Power) |
| Spanien  | Serafín Zubiri                             | 1992 (als Serafin)                                                                    |
| Zypern   | Christina Argyri (als Mitglied von Voice)  | Begleitung: 1995                                                                      |
| Zypern   | Alexandros Panayi (als Mitglied von Voice) | 1995                                                                                  |
| Zypern   | Alexandros Panayi (als Mitglied von Voice) | Begleitung: 1989 und 1991                                                             |

## Abstimmungsverfahren
In den einzelnen Ländern wurden die 10 besten Liedern per Televoting von den Zuschauern gewählt. Danach vergaben die einzelnen Ländern 12, 10, 8, 7, 6, 5, 4, 3, 2 Punkte und 1 Punkt an diese zehn besten Lieder. Laut den EBU-Regeln für den Eurovision Song Contest 2000 (veröffentlicht am 23. September 1999), sollten alle teilnehmenden Länder die Abstimmung per Televoting durchführen. In Ausnahmefällen, in denen Televoting nicht möglich war, wurde stattdessen eine Jury verwendet: Russland, Mazedonien, Türkei und Rumänien. Die niederländische Abstimmung wurde durch eine Jury übernommen, nachdem die Ausstrahlung des Wettbewerbs, wegen der Feuerwerkskatastrophe in Enschede, abgebrochen wurde.

## Platzierungen
| Platz | Startnr. | Land                   | Interpret               | Titel Musik (M) und Text (T)                                                                    | Sprache                 | Übersetzung (Inoffiziell)       | Punkte |
| ----- | -------- | ---------------------- | ----------------------- | ----------------------------------------------------------------------------------------------- | ----------------------- | ------------------------------- | ------ |
| 01.   | 14       | Dänemark               | Olsen Brothers          | Fly on the Wings of Love M/T: Jørgen Olsen                                                      | Englisch                | Flieg auf den Flügeln der Liebe | 195    |
| 02.   | 09       | Russland               | Alsou Алсу              | Solo M/T: Andrew Lane, Brandon Barnes                                                           | Englisch                | —                               | 155    |
| 03.   | 21       | Lettland               | Brainstorm              | My Star M/T: Reynard Cowper                                                                     | Englisch                | Mein Stern                      | 136    |
| 04.   | 04       | Estland                | Ines                    | Once in a Lifetime M: Alar Kotkas, Ilmar Laisaar, Pearu Paulus; T: Jana Hallas                  | Englisch                | Einmal im Leben                 | 098    |
| 05.   | 15       | Deutschland            | Stefan Raab             | Wadde hadde dudde da? M/T: Stefan Raab                                                          | Deutsch, Englisch       | Was hast du denn da?            | 096    |
| 06.   | 23       | Irland                 | Eamonn Toal             | Millennium of Love M: Gerry Simpson; T: Raymond J. Smyth                                        | Englisch                | Jahrtausend der Liebe           | 092    |
| 07.   | 18       | Schweden               | Roger Pontare           | When Spirits Are Calling My Name M/T: Peter Dahl, Linda Jansson, Thomas Holmstrand              | Englisch                | Wenn Geister meinen Namen rufen | 088    |
| 08.   | 07       | Malta                  | Claudette Pace          | Desire M: Philip Vella; T: Gerard James Borg                                                    | Englisch, Maltesisch    | Verlangen                       | 073    |
| 09.   | 17       | Kroatien               | Goran Karan             | Kada zaspu anđeli M/T: Zdenko Runjić, Nikša Bratoš, Neno Ninčević                               | Kroatisch               | Wenn die Engel einschlafen      | 070    |
| 10.   | 22       | Türkei                 | Pınar Ayhan and The SOS | Yorgunum Anla M: Sühan Ayhan; T: Pınar Ayhan, Orkun Yazgan                                      | Türkisch, Englisch      | Verstehe, dass ich müde bin     | 059    |
| 11.   | 08       | Norwegen               | Charmed                 | My Heart Goes Boom M/T: Tore Madsen, Morten Henriksen                                           | Englisch                | Mein Herz macht Bumm            | 057    |
| 12.   | 12       | Island                 | August & Telma          | Tell Me! M: Örlygur Smári; T: Örlygur Smári, Sigurður Örn Jónsson                               | Englisch                | Sag mir!                        | 045    |
| 13.   | 02       | Niederlande            | Linda Wagenmakers       | No Goodbyes M: John O’Hare; T: Ellert Driessen                                                  | Englisch                | Keine Abschiede                 | 040    |
| 14.   | 24       | Österreich             | The Rounder Girls       | All to You M/T: Dave Moskin                                                                     | Englisch                | Alles zu dir                    | 034    |
| 15.   | 19       | Mazedonien             | XXL                     | 100% te ljubam (Сто посто те љубам) M: Dragan Karanfilovski; T: Orče Zafirovski, Vlado Janevski | Mazedonisch, Englisch   | Ich liebe dich zu 100%          | 029    |
| 16.   | 03       | Vereinigtes Königreich | Nicki French            | Don’t Play that Song Again M/T: John Springate, Gerry Shephard                                  | Englisch                | Spiel das Lied nicht noch mal   | 028    |
| 17.   | 06       | Rumänien               | Taxi                    | The Moon M/T: Dan Teodorescu                                                                    | Englisch                | Der Mond                        | 025    |
| 18.   | 13       | Spanien                | Serafín Zubiri          | Colgado de un sueño M/T: José María Purón                                                       | Spanisch                | An einem Traum hängend          | 018    |
| 18.   | 20       | Finnland               | Nina Åström             | A Little Bit M: Luca Genta; T: Gerrit aan 't Goor                                               | Englisch                | Ein bisschen                    | 018    |
| 20.   | 16       | Schweiz                | Jane Bogaert            | La vita cos’è M: Brigitte Schöb, Bernie Staub; T: Thomas Marin                                  | Italienisch             | Was ist das Leben?              | 014    |
| 21.   | 11       | Zypern                 | Voice                   | Nómiza (Νόμιζα) M: Alexandros Panayi; T: Alexandros Panayi, Silvia M. Klemm                     | Griechisch, Italienisch | Ich glaubte                     | 008    |
| 22.   | 01       | Israel                 | PingPong פינגפונג       | Sa’me’akh (Be Happy) (שמייח (Be Happy)) M/T: Guy Asif, Ronen Ben-Tal, Roy ‚Chicky‘ Arad         | Hebräisch a             | Fröhlich                        | 007    |
| 23.   | 05       | Frankreich             | Sofia Mestari           | On aura le ciel M/T: Pierre Legay, Benoît Heinrich                                              | Französisch             | Wir werden den Himmel haben     | 005    |
| 24.   | 10       | Belgien                | Nathalie Sorce          | Envie de vivre M/T: Silvio Pezzuto                                                              | Französisch             | Lust zu leben                   | 002    |

Die rot markierten Länder mussten im Folgejahr 2001 wegen ihres schlechten Fünf-Jahres-Punktedurchschnitts aussetzen.

### Punktevergabe

Karte der Punktevergabe für den Siegertitel aus Dänemark nach Ländern

| Land | Abstimmungsergebnisse | Abstimmungsergebnisse | Abstimmungsergebnisse | Abstimmungsergebnisse | Abstimmungsergebnisse | Abstimmungsergebnisse | Abstimmungsergebnisse | Abstimmungsergebnisse | Abstimmungsergebnisse | Abstimmungsergebnisse | Abstimmungsergebnisse | Abstimmungsergebnisse | Abstimmungsergebnisse | Abstimmungsergebnisse | Abstimmungsergebnisse | Abstimmungsergebnisse | Abstimmungsergebnisse | Abstimmungsergebnisse | Abstimmungsergebnisse | Abstimmungsergebnisse | Abstimmungsergebnisse | Abstimmungsergebnisse | Abstimmungsergebnisse | Abstimmungsergebnisse | Abstimmungsergebnisse | Abstimmungsergebnisse |
| Land | Punkte                | IL                    | NL                    | UK                    | EE                    | FR                    | RO                    | MT                    | NO                    | RU                    | BE                    | CY                    | IS                    | ES                    | DK                    | DE                    | CH                    | HR                    | SE                    | MK                    | FI                    | LV                    | TR                    | IE                    | AT                    | Votings               |
| --- | --------------------- | --------------------- | --------------------- | --------------------- | --------------------- | --------------------- | --------------------- | --------------------- | --------------------- | --------------------- | --------------------- | --------------------- | --------------------- | --------------------- | --------------------- | --------------------- | --------------------- | --------------------- | --------------------- | --------------------- | --------------------- | --------------------- | --------------------- | --------------------- | --------------------- | --------------------- |
| Israel | 007                   |                       | –                     | –                     | –                     | 6                     | –                     | –                     | –                     | –                     | –                     | –                     | –                     | –                     | –                     | –                     | –                     | –                     | –                     | 1                     | –                     | –                     | –                     | –                     | –                     | 02                    |
| Niederlande | 040                   | 8                     |                       | –                     | –                     | 2                     | –                     | 5                     | –                     | –                     | 8                     | 5                     | 1                     | 4                     | –                     | 1                     | –                     | 2                     | –                     | –                     | –                     | –                     | 3                     | 1                     | –                     | 11                    |
| Vereinigtes Königreich                                                                                                 | 028                   | 1                     | –                     |                       | 2                     | –                     | 3                     | 6                     | –                     | –                     | –                     | 3                     | –                     | –                     | –                     | –                     | –                     | 4                     | –                     | –                     | –                     | 3                     | 6                     | –                     | –                     | 08                    |
| Estland | 098                   | 6                     | 7                     | 4                     |                       | –                     | 6                     | 7                     | 4                     | –                     | 2                     | 6                     | 5                     | –                     | 4                     | 5                     | –                     | 6                     | 6                     | –                     | 8                     | 10                    | 2                     | 7                     | 3                     | 18                    |
| Frankreich | 005                   | –                     | 2                     | –                     | –                     |                       | –                     | –                     | –                     | 3                     | –                     | –                     | –                     | –                     | –                     | –                     | –                     | –                     | –                     | –                     | –                     | –                     | –                     | –                     | –                     | 02                    |
| Rumänien | 025                   | –                     | –                     | –                     | –                     | –                     |                       | –                     | –                     | 6                     | –                     | –                     | –                     | –                     | –                     | –                     | –                     | 7                     | –                     | 12                    | –                     | –                     | –                     | –                     | –                     | 03                    |
| Malta | 073                   | 3                     | 1                     | 2                     | 1                     | –                     | 7                     |                       | 2                     | 8                     | 1                     | 8                     | –                     | 1                     | 3                     | 3                     | –                     | 8                     | 3                     | 8                     | –                     | 4                     | 5                     | 3                     | 2                     | 19                    |
| Norwegen | 057                   | 7                     | –                     | 3                     | 3                     | –                     | –                     | 3                     |                       | –                     | –                     | –                     | 7                     | –                     | 7                     | –                     | –                     | –                     | 7                     | –                     | –                     | 6                     | 10                    | 4                     | –                     | 10                    |
| Russland | 155                   | 10                    | –                     | 8                     | 10                    | 5                     | 12                    | 12                    | 8                     |                       | 7                     | 12                    | 8                     | 5                     | 6                     | 4                     | 2                     | 12                    | 5                     | 7                     | 5                     | –                     | –                     | 10                    | 7                     | 20                    |
| Belgien | 002                   | –                     | –                     | –                     | –                     | –                     | –                     | –                     | –                     | –                     |                       | –                     | –                     | –                     | –                     | –                     | –                     | –                     | –                     | 2                     | –                     | –                     | –                     | –                     | –                     | 01                    |
| Zypern | 008                   | –                     | –                     | –                     | –                     | –                     | –                     | 1                     | –                     | –                     | –                     |                       | –                     | –                     | –                     | –                     | –                     | 3                     | –                     | 4                     | –                     | –                     | –                     | –                     | –                     | 03                    |
| Island | 045                   | 5                     | –                     | –                     | 6                     | –                     | –                     | –                     | 7                     | –                     | –                     | –                     |                       | –                     | 12                    | –                     | –                     | –                     | 8                     | –                     | –                     | 7                     | –                     | –                     | –                     | 06                    |
| Spanien | 018                   | –                     | –                     | –                     | –                     | –                     | 5                     | –                     | –                     | 2                     | –                     | 10                    | –                     |                       | –                     | –                     | 1                     | –                     | –                     | –                     | –                     | –                     | –                     | –                     | –                     | 04                    |
| Dänemark | 195                   | 12                    | 10                    | 12                    | 8                     | 7                     | 1                     | 8                     | 10                    | 12                    | 10                    | 4                     | 12                    | 10                    |                       | 12                    | 10                    | –                     | 12                    | –                     | 10                    | 12                    | 1                     | 12                    | 10                    | 21                    |
| Deutschland | 096                   | –                     | 8                     | 5                     | –                     | 10                    | –                     | –                     | 3                     | 4                     | 6                     | –                     | 6                     | 12                    | 2                     |                       | 12                    | 1                     | –                     | –                     | 2                     | 8                     | –                     | 5                     | 12                    | 15                    |
| Schweiz | 014                   | –                     | 6                     | –                     | –                     | –                     | –                     | –                     | –                     | 5                     | –                     | –                     | –                     | –                     | –                     | –                     |                       | –                     | –                     | –                     | –                     | 2                     | –                     | –                     | 1                     | 04                    |
| Kroatien | 070                   | –                     | –                     | –                     | –                     | 8                     | 8                     | –                     | –                     | 10                    | –                     | –                     | –                     | 2                     | –                     | 6                     | 6                     |                       | –                     | 10                    | 6                     | –                     | 8                     | –                     | 6                     | 10                    |
| Schweden | 088                   | –                     | –                     | 6                     | 5                     | 1                     | –                     | 4                     | 5                     | –                     | 5                     | –                     | 4                     | 6                     | 10                    | 8                     | 3                     | –                     |                       | 6                     | 7                     | –                     | 12                    | 6                     | –                     | 15                    |
| Nordmazedonien | 029                   | –                     | –                     | –                     | –                     | –                     | 10                    | –                     | –                     | 7                     | –                     | 2                     | –                     | –                     | –                     | –                     | –                     | 10                    | –                     |                       | –                     | –                     | –                     | –                     | –                     | 04                    |
| Finnland | 018                   | –                     | 5                     | –                     | 7                     | –                     | 4                     | –                     | –                     | –                     | –                     | –                     | –                     | –                     | –                     | –                     | –                     | –                     | 2                     | –                     |                       | –                     | –                     | –                     | –                     | 04                    |
| Lettland | 136                   | 4                     | 4                     | 7                     | 12                    | 3                     | –                     | –                     | 12                    | 1                     | 12                    | 1                     | 10                    | 7                     | 8                     | 7                     | 7                     | –                     | 10                    | 3                     | 12                    |                       | –                     | 8                     | 8                     | 19                    |
| Türkei | 059                   | –                     | 12                    | –                     | –                     | 12                    | –                     | –                     | 1                     | –                     | 3                     | –                     | –                     | –                     | 1                     | 10                    | 5                     | –                     | 1                     | 5                     | 4                     | –                     |                       | –                     | 5                     | 11                    |
| Irland | 092                   | 2                     | 3                     | 10                    | 4                     | 4                     | 2                     | 10                    | 6                     | –                     | 4                     | 7                     | 2                     | 3                     | 5                     | –                     | 8                     | 5                     | 4                     | –                     | 1                     | 1                     | 7                     |                       | 4                     | 20                    |
| Österreich | 034                   | –                     | –                     | 1                     | –                     | –                     | –                     | 2                     | –                     | –                     | –                     | –                     | 3                     | 8                     | –                     | 2                     | 4                     | –                     | –                     | –                     | 3                     | 5                     | 4                     | 2                     |                       | 10                    |
| Die Tabelle ist senkrecht nach der Auftrittsreihenfolge geordnet, waagerecht nach der chronologischen Punkteverlesung. |                       |                       |                       |                       |                       |                       |                       |                       |                       |                       |                       |                       |                       |                       |                       |                       |                       |                       |                       |                       |                       |                       |                       |                       |                       |                       |

### Statistik der Zwölf-Punkte-Vergabe
| Anzahl | Land        | erhalten von                                                                              |
| ------ | ----------- | ----------------------------------------------------------------------------------------- |
| 8      | Dänemark    | Deutschland, Irland, Island, Israel, Lettland, Russland, Schweden, Vereinigtes Königreich |
| 4      | Lettland    | Belgien, Estland, Finnland, Norwegen                                                      |
| 4      | Russland    | Kroatien, Malta, Rumänien, Zypern                                                         |
| 3      | Deutschland | Österreich, Schweiz, Spanien                                                              |
| 2      | Türkei      | Frankreich, Niederlande                                                                   |
| 1      | Island      | Dänemark                                                                                  |
| 1      | Rumänien    | Mazedonien                                                                                |
| 1      | Schweden    | Türkei                                                                                    |

### Punktesprecher
| Nr. | Land                   | Punktesprecher          | Anmerkungen                                          |
| --- | ---------------------- | ----------------------- | ---------------------------------------------------- |
| 01  | Israel                 | Yoav Ginai              | Punktesprecher 1999                                  |
| 02  | Niederlande            | Marlayne                | Teilnehmerin 1999                                    |
| 03  | Vereinigtes Königreich | Colin Berry             | Punktesprecher 1977 bis 1979, 1981 bis 1997 und 1999 |
| 04  | Estland                | Evelin Samuel           | Teilnehmerin 1999                                    |
| 05  | Frankreich             | Marie Myriam            | Siegerin 1977, Punktesprecherin 1997 bis 1999        |
| 06  | Rumänien               | Andreea Marin           | –                                                    |
| 07  | Malta                  | Valerie Vella           | –                                                    |
| 08  | Norwegen               | Marit Åslein            | –                                                    |
| 09  | Russland               | Zhanna Agalakova        | –                                                    |
| 10  | Belgien                | Thomas Van Hamme        | –                                                    |
| 11  | Zypern                 | Loukas Hamatsos         | –                                                    |
| 12  | Island                 | Ragnheiður Elín Clausen | –                                                    |
| 13  | Spanien                | Hugo de Campos          | Punktesprecher 1999                                  |
| 14  | Dänemark               | Michael Teschl          | Teilnehmer 1999                                      |
| 15  | Deutschland            | Axel Bulthaupt          | Moderator Countdown Grand Prix 2000                  |
| 16  | Schweiz                | Astrid Von Stockar      | –                                                    |
| 17  | Kroatien               | Marko Rašic             | Punktesprecher 1999                                  |
| 18  | Schweden               | Malin Ekander           | –                                                    |
| 19  | Mazedonien             | Sandra Todorovska       | –                                                    |
| 20  | Finnland               | Pia Mäkinen             | –                                                    |
| 21  | Lettland               | Lauris Reiniks          | Teilnehmer 2003                                      |
| 22  | Türkei                 | Osman Erkan             | Punktesprecher 1998 und 1999                         |
| 23  | Irland                 | Derek Mooney            | –                                                    |
| 24  | Österreich             | Dodo Roščić             | Punktesprecherin 1999                                |

## Übertragung

### Fernsehübertragung
| Land                     | Sender    | Kommentar                              |
| ------------------------ | --------- | -------------------------------------- |
| Teilnehmerländer         |           |                                        |
| Belgien                  | La Une    | Jean-Pierre Hautier                    |
| Belgien                  | VRT 1     | André Vermeulen & Anja Daems           |
| Dänemark                 | DR1       | Keld Heick                             |
| Deutschland              | Das Erste | Peter Urban                            |
| Estland                  | ETV       | Marko Reikop                           |
| Finnland                 | Yle TV1   | Jani Juntunen                          |
| Frankreich               | France 3  | Julien Lepers                          |
| Irland                   | RTÉ One   | Marty Whelan                           |
| Island                   | RÚV       | Gísli Marteinn Baldursson              |
| Israel                   | Channel 1 |                                        |
| Kroatien                 | HRT1      |                                        |
| Lettland                 | LTV       | Kārlis Streips                         |
| Malta                    | TVM       |                                        |
| Mazedonien               | MRT       |                                        |
| Niederlande              | NPO 2     | Willem van Beusekom                    |
| Norwegen                 | NRK1      | Jostein Pedersen                       |
| Österreich               | ORF 1     | Andi Knoll                             |
| Rumänien                 | TVR 1     | Leonard Miron                          |
| Russland                 | ORT       | Tatyana Godunova & Aleksey Zhuravlev   |
| Schweden                 | SVT 2     | Pernilla Månsson Colt & Christer Lundh |
| Schweiz                  | SRF zwei  | Sandra Studer                          |
| Schweiz                  | TSR 1     | Jean-Marc Richard                      |
| Schweiz                  | TSI 1     | Jonathan Tedesco                       |
| Spanien                  | La 1      | José Luis Uribarri                     |
| Türkei                   | TRT 1     | Ömer Önder                             |
| Vereinigtes Königreich   | BBC One   | Terry Wogan                            |
| Zypern                   | RIK 2     | Evi Papamichael                        |
| Nichtteilnehmende Länder |           |                                        |
| Australien               | SBS       | Kommentar via BBC                      |
| Bosnien und Herzegowina  | BHRT      |                                        |
| Griechenland             | ERT       | Dafni Bokota                           |
| Litauen                  | LRT       | Ramūnas Česonis & Vilija Grigonytė     |
| Polen                    | TVP1      | Artur Orzech                           |
| Portugal                 | RTP1      | Eláido Clímaco                         |
| Slowenien                | SLO 1     |                                        |